# Harpalus clandestinus
Harpalus clandestinus är en skalbaggsart som beskrevs av Leconte. Harpalus clandestinus ingår i släktet Harpalus och familjen jordlöpare. Inga underarter finns listade i Catalogue of Life.